# Nomenclatura gènica
La nomenclatura gènica és la nomenclatura científica dels gens, les unitats de l'herència dels organismes vius. També està estretament associada amb la nomenclatura de les proteïnes, ja que els gens i les proteïnes que codifiquen solen tenir una nomenclatura similar. Un comitè internacional va publicar recomanacions per als símbols i la nomenclatura gènica el 1957. La necessitat de desenvolupar directrius formals per als noms i símbols dels gens humans es va reconèixer a la dècada de 1960 i es van publicar directrius completes el 1979 (Reunió del genoma humà d'Edimburg). Diverses altres comunitats de recerca específiques de gènere (per exemple, en l'estudi de la Drosophila o mosques de la fruita i dels ratolins) han adoptat estàndards de nomenclatura, i s'han publicat als llocs web pertinents de l'organisme model i en revistes científiques, inclosa la Guia de nomenclatura genètica Trends in Genetics. Científics familiaritzats amb una família de gens en particular pot treballar conjuntament per revisar la nomenclatura de tot el conjunt de gens quan hi hagi informació nova disponible. Per a molts gens i les seves proteïnes corresponents, s'utilitza una varietat de noms alternatius a la literatura científica i en les bases de dades biològiques públiques, que suposen un repte per a l'organització i l'intercanvi efectius d'informació biològica. L'estandardització de la nomenclatura intenta així aconseguir els beneficis del control del vocabulari i del control bibliogràfic, encara que l'adhesió és voluntària. L'arribada de l'era de la informació ha portat a l'ontologia gènica, que d'alguna manera és un pas següent de la nomenclatura gènica, perquè té com a objectiu unificar la representació dels atributs del gen i del producte gènic a totes les espècies.